# János Pilinszky
János Pilinszky, född 1921, död 1981, var en ungersk lyriker och en framträdande representant för den nykatolska diktningen i ungersk litteratur.
Pilinszky debuterade 1946 med samlingen Trapéz és korlát ("Trapets och barr"). Hans centrala tema är krigets brutalitet. Särskilt greps han av judarnas tragiska öde, och han lever sig in i koncentrationslägerfångarnas situation så till den grad att hans lyriska vittnesmål framstår som autentiska berättelser (KZ–oratórium). Samlingen Nagyvárosi ikonok ("Storstadsikoner", 1970) innehåller det viktigaste ur hans lyriska produktion genom 30 år. På svenska finns diktsamlingen Krater (1975, tolkad av Gábor Harrer och Karl Vennberg 1987) samt Stigar (1973), ett dikturval av Tomas Tranströmer och Robert Bly, där Pilinszkys dikter är tolkade av Tranströmer och Géza Thinsz.

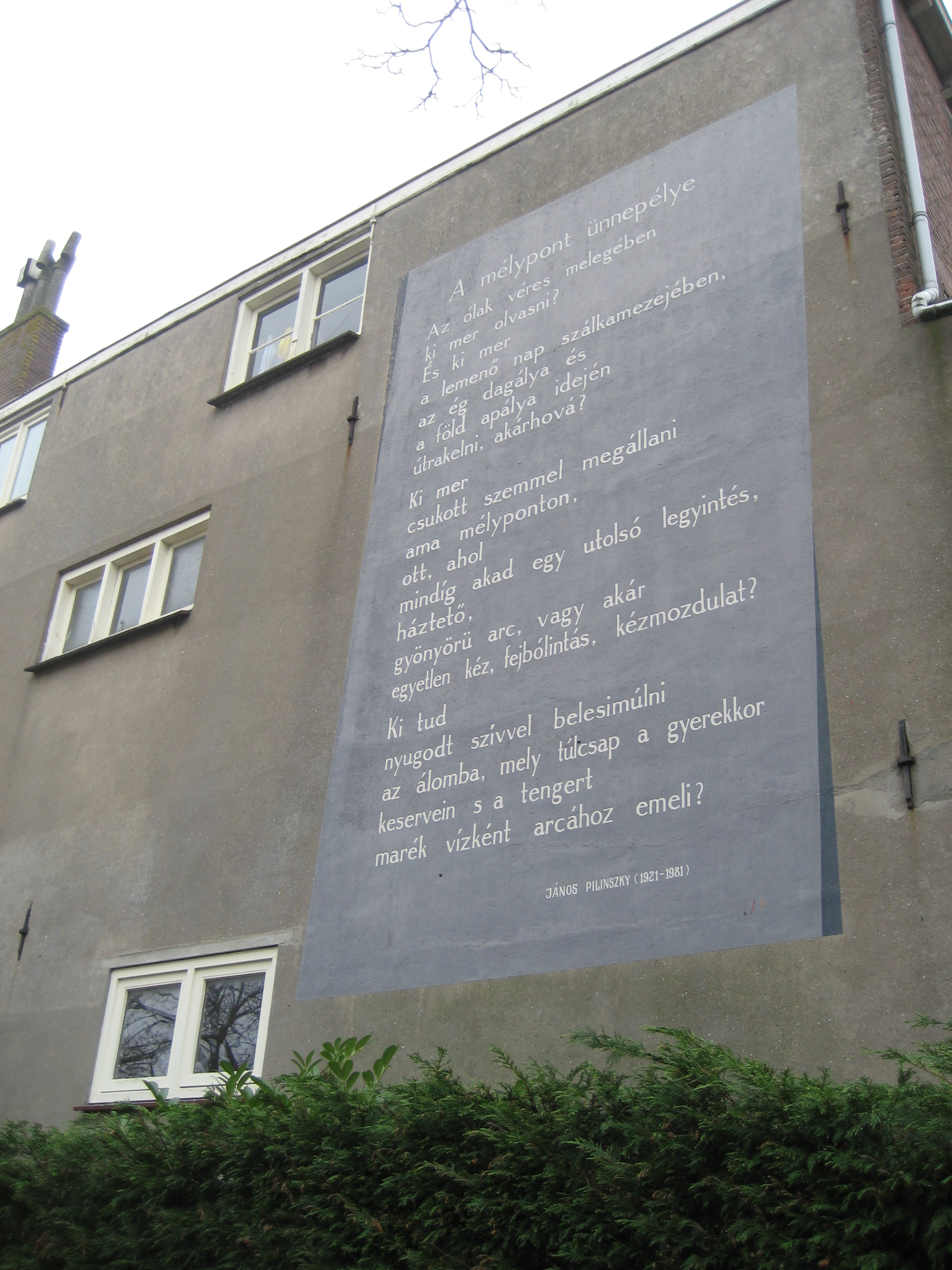
Dikten A mélypont ünnepélye på ungerska längs en husvägg i Leiden, med en nederländsk översättning på kortsidan av samma byggnad.

År 2004 uppfördes Pilinszkys dikt A mélypont ünnepélye som väggdikt på adressen Rijnsburgerweg 144 i den holländska staden Leiden.